# Apostolska nunciatura v Grenadi
Apostolska nunciatura v Grenadi je diplomatsko prestavništvo (veleposlaništvo) Svetega sedeža v Grenadi.
Trenutni apostolski nuncij je Fortunatus Nwachukwu.

## Seznam apostolskih nuncijev
- Manuel Monteiro de Castro (16. februar 1985 - 21. avgust 1990)
- Eugenio Sbarbaro (7. februar 1991 - 26. april 2000)
- Emil Paul Tscherrig (8. julij 2000 - 22. maj 2004)
- Thomas Edward Gullickson (20. december 2004 - 21. maj 2011)
- Nicolas Girasoli (29. oktober 2011 - 16. junij 2017)
- Fortunatus Nwachukwu (27. februar 2018 - danes)